# Partito Liberale Colombiano
Il Partito Liberale Colombiano (in spagnolo Partido Liberal Colombiano) è un partito politico colombiano di orientamento socioliberale e socialdemocratico, posizionato dal centro-sinistra al centro-destra sullo spettro politico del Paese.

## Storia

### Origini
Il partito è stato fondato nel 1848 dal generale Francisco de Paula Santander. Il PLC aderisce all'Internazionale Socialista. Molti esponenti del partito hanno ricoperto la carica di Presidente della Colombia.
Durante il periodo noto come La Violencia (1946-1958), il partito si spaccò in due vere e proprie fazioni, e boicottò alle elezioni del 1951 e del 1953, provocando la "travolgente" vittoria dei conservatori, (con quasi il 99% dei voti ricevuti). A seguito della caduta del regime dittatoriale del generale Gustavo Rojas Pinilla, la Costituzione rientrò in vigore e si crearono i presupposti per nuove elezioni democratiche.

### Il patto delFrente Nacionalcon i conservatori
Tuttavia i liberali e il partito conservatore raggiunsero un accordo per condividere il potere nel cosiddetto Frente Nacional (1958-1974). Esso prevedeva che:
- I posti di tutte le istituzioni (dalla Camera dei deputati, al governo, ai consigli municipali ecc) venissero spartiti in modo equo dai due soli partiti storici con l'eccezione del solo esercito.
- tutti i decreti discussi nelle assemblee elettive (nazionali e locali) dovevano essere approvati con una maggioranza dei 2/3.
- La durata dell'accordo era di 16 anni e la Presidenza della Repubblica sarebbe spettata una volta ai liberali e una volta ai conservatori, nel rispetto della parità dei poteri e dell'alternanza.

Il periodo del Frente Nacional portò un periodo di sviluppo e benessere nel paese (il numero degli omicidi per 100.000 abitanti passano dai 40 del 1959 ai 22 del 1970), ma permise la diffusione della corruzione nella classe dirigente e di un portentoso sistema clientelare, assieme ad una pesante burocratizzazione delle istituzioni locali. Nel 1968 vennero approvate delle norme che avrebbero garantito la graduale fine del regime del Frente Nacional: le prime elezioni realmente democratiche si svolsero nel 1974 e videro la vittoria dei liberali.

### Il predominio successivo
Per il successivo ventennio, nelle legislative, il Partito liberale vinse ininterrottamente ogni tornata elettorale, mentre nelle consultazioni presidenziali si registrò una certa alternanza con i Conservatori. Con la riforma costituzionale del 1991 il predominio dei liberali non subì ripercussioni ma nel 2002 con l'elezione di Uribe a presidente della repubblica, il quadro politico subisce una ventata di novità.
Si è collocato all'opposizione del governo dell'ex liberale Álvaro Uribe considerato come populista e di destra. I liberali hanno rappresentato il gruppo più numeroso al Congresso Nazionale Colombiano.
Il criminale e capo del Cartello di Medellín Pablo Escobar fu membro e sostenitore del Partito, con il quale fu eletto deputato nel 1983.

## Risultati elettorali
| Elezione | Elezione | Voti      | %     | Seggi    |
| -------- | -------- | --------- | ----- | -------- |
| 1994     | Camera   |           |       | 88 / 163 |
| 1994     | Senato   |           |       | 56 / 102 |
| 1998     | Camera   |           |       | 84 / 161 |
| 1998     | Senato   |           |       | 48 / 102 |
| 2002     | Camera   |           |       | 54 / 166 |
| 2002     | Senato   |           |       | 29 / 102 |
| 2006     | Camera   | 1.646.404 | 19,98 | 35 / 166 |
| 2006     | Senato   | 1.436.657 | 15,62 | 18 / 102 |
| 2010     | Camera   | 1.761.006 | 18,62 | 38 / 165 |
| 2010     | Senato   | 1.724.151 | 15,73 | 17 / 102 |
| 2014     | Camera   | 2.022.093 | 14,13 | 39 / 166 |
| 2014     | Senato   | 1.768.825 | 14,91 | 17 / 102 |
| 2018     | Camera   | 2.471.400 | 17,58 | 35 / 172 |
| 2018     | Senato   | 1.886.895 | 12,36 | 14 / 108 |
| 2022     | Camera   | 2.335.426 | 14,08 | 32 / 172 |
| 2022     | Senato   | 2.112.528 | 12,43 | 14 / 108 |